# Bratton Fleming
Bratton Fleming è un grande villaggio di 942 abitanti nel distretto locale del West Devon della contea del Devon, in Inghilterra, Regno Unito, vicino a Barnstaple.
Il villaggio è disposto attorno ad una strada che sale costantemente sino a Exmoor. 
La chiesa di San Pietro è stata ricostruita nel 1861, sul luogo di un edificio molto più antico.
Il villaggio era servito da una stazione ferroviaria, ritenuta 'la più bella d'Inghilterra', sulla linea ferroviaria a scartamento ridotto "Lynton & Barnstaple Railway", la cui massicciata corre vicino al villaggio.

## Storia
Fiamminghi risiedevano a Chimwell, ora una fattoria chiamata Chumhill, che Risdon definiva essere "una dei più ricchi possedimenti in questo shire (contea)." Benton e Haxton erano piccoli manieri nel Domesday.
Il villaggio è ritenuto essere il luogo di nascita di Henry de Bracton, un influente ecclesiastico e giurista del XIII secolo; tuttavia l'affermazione è contesa da altri due luoghi vicini.

## Galleria d'immagini

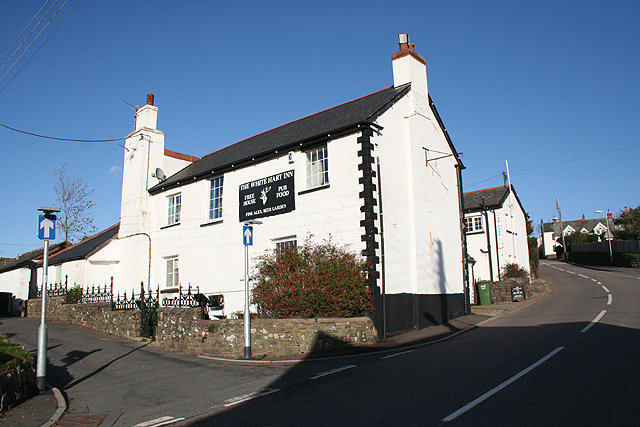
The White Hart Inn
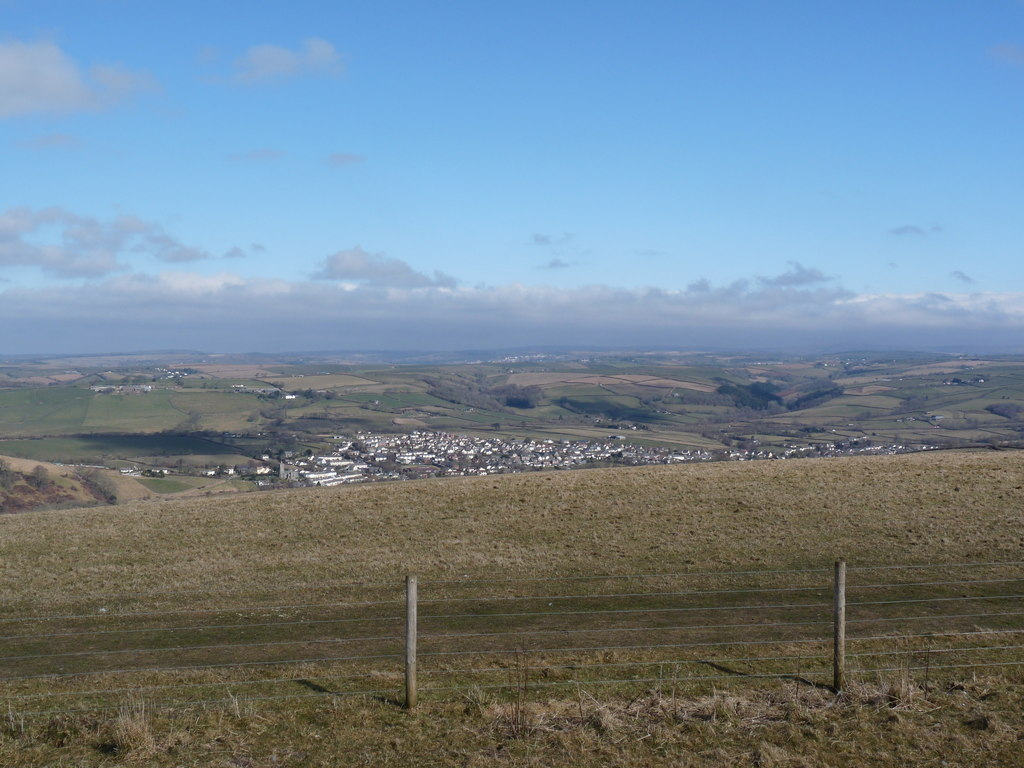
Panorama
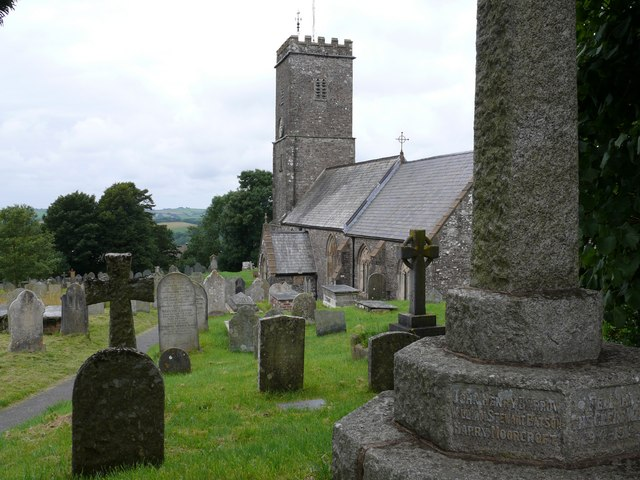
Chiesa di San Pietro